# Ермітово-спряжена матриця
Матриця, ермітово-спря́жена до матриці  A з комплексними елементами, отримується в результаті транспонування матриці A і заміни кожного її елемента на комплексно-спряжений.
{\displaystyle (A^{*})_{i,j}={\overline {A_{j,i}}}}
Визначення також може бути записане так:
{\displaystyle A^{*}=({\overline {A}})^{T}={\overline {A^{T}}}}
де
{\displaystyle A^{T}\!} — транспонування,
{\displaystyle {\overline {A}}} — заміна елементів матриці на комплексно-спряжені.

## Позначення
Ермітове спряження матриці  A позначається:
- {\displaystyle \ A^{*}} чи {\displaystyle \ A^{H}} — в лінійній алгебрі,
- {\displaystyle \ A^{\dagger }} — в теоретичній фізиці,

## Приклад
Якщо
{\displaystyle A={\begin{pmatrix}3+i&5\\2-2i&i\end{pmatrix}}}
тоді
{\displaystyle A^{*}={\begin{pmatrix}3-i&2+2i\\5&-i\end{pmatrix}}}

## Властивості
- {\displaystyle \ ({A^{*}})^{*}=A}
- {\displaystyle \ (rA)^{*}={\overline {r}}{A}^{*}}
- {\displaystyle \ {(A+B)}^{*}={A}^{*}+{B}^{*}}
- {\displaystyle \ {(AB)}^{*}={B}^{*}{A}^{*}}
- {\displaystyle \ ({A^{*}})^{-1}=({A^{-1}})^{*}}
- {\displaystyle \ \det {(A^{*})}=(\det {A})^{*}}
- {\displaystyle \ \operatorname {tr} {(A^{*})}=(\operatorname {tr} {A})^{*}}
- визначник, слід та власні значення {\displaystyle \ A^{*}} комплексно-спряжені до відповідних значень {\displaystyle \ A}.
- Для довільної матриці {\displaystyle \ A,} матриці {\displaystyle AA^{*}} та {\displaystyle A^{*}A} будуть ермітовими та невід’ємноозначеними.

## Походження
Операція ермітового-спряження для матриць є узагальненням спряження для комплексних чисел.
Якщо представити комплексне число у вигляді матриці 2×2 так:
{\displaystyle a+ib\equiv {\Big (}{\begin{matrix}a&-b\\b&a\end{matrix}}{\Big )}},
то операції додавання і множення для комплексних чисел і таких матриць будуть давати однаковий результат.